# CNN 센터
CNN 센터는 조지아주 애틀랜타에 있는 CNN의 세계 본부이다. CNN 뉴스 채널의 메인 뉴스룸과 스튜디오가 이 건물에 위치해 있다. 이 시설의 상업적인 사무실 공간은 현재 자회사인 워너미디어의 일부인 옛 터너 브로드캐스팅 시스템의 다양한 사업부가 차지하고 있다. CNN 센터는 센테니얼 올림픽 공원에 인접한 애틀랜타 시내에 위치해 있다. 원 CNN 센터 사옥은 CP 그룹(옛 크로커 파트너스)과 리알토 캐피털 매니지먼트가 2021년에 인수했다.

## 역사

### 1970년대, 1980년대
현재 CNN 센터가 점유하고 있는 건물은 커즌스 프로퍼티즈가 개발한 옴니 콤플렉스로 1976년에 문을 열었다. 옴니 콜로세움은 NBA와 NHL 경기장으로 1972년 10월 14일 개장하였다. 옴니 콤플렉스 사무실 건물은 CNN이 1987년 애틀랜타 미드타운 부지(1050 테크우드 드라이브에 있는 프로그레시브 클럽의 옛 집이자 터너 브로드캐스팅 시스템의 본거지)에서 그곳으로 본사를 옮기기 전까지 비어 있었다.
수년간 이 건물은 외국 영사관뿐만 아니라 다양한 사업소 입주자들에게 사무실 공간을 제공해왔다. 메인 층에는 실내 아이스 스케이트 링크와 소수의 식당과 골드마인 비디오 아케이드가 있었다. 시드 크로프트와 마티 크로프트는 이 인기 있는 어린이 텔레비전 제작자들의 창작물에 영감을 받아 "시드와 마티 크로프트의 세계"라고 불리는 실내 놀이공원을 지었다. 1976년에 문을 연 이 공원은 미국 최초의 실내 테마파크였지만 6개월 만에 문을 닫았다. 이 복합시설은 또한 다중 스크린 영화관을 갖추고 있다. 1939년 테드 터너가 "역대 최고의 영화"라고 칭한 영화 "바람과 함께 사라지다"를 상영했다.
CNN의 웹사이트 운영을 위한 새로운 뉴스룸을 설치하는 동안 영화관은 교체되었다. 아이스 스케이트장은 채워지고 모자이크 맵으로 대체되었다. 새로운 장소로 이전하기 전 CNN과 헤드라인 뉴스는 애틀랜타 미드타운 테크우드 드라이브에 있는 예전 컨트리 클럽에 기반을 두고 있었다. 그들은 WTBS와 시설을 공유했다. 20세기 후반부터, 이 시설은 거의 모든 터너 네트워크와 터너 스튜디오의 캠퍼스 역할을 해왔다. 1990년대 동안 저택 정면은 터너의 극장용과 가정용 비디오 팔의 로고로 사용되었다.
1987년 7월 13일 CNN 네트워크가 CNN 센터로 이전했을 때, CNN 헤드라인 뉴스(현재의 HLN)는 CNN의 쇼를 방송한 첫 번째 네트워크 이었다. 그들의 자매 채널은 오전 6시에 생방송을 시작했다.

### 1990년대
1997년 5월 11일, 옴니 콜로세움이 문을 닫았다. 1997년 6월 5일 필립스 아레나(현재의 스테이트 팜 아레나)가 착공되었다. 옴니콜리세움은 1997년 7월 26일 붕괴되었으며, CNN 센터는 옴니콜리세움 바로 옆에 있어 외부 유리창이 약간 파손되었다. 따라서 CNN 센터는 피해를 입을 것으로 예상되었다. 필립스 아레나는 1999년 9월 18일에 개장했다.

### 2000년대
2007년 4월 4일 옴니 호텔 직원 아서 맨이 CNN 센터 안에서 전 여자친구 클라라 리들스에게 총을 쏴 중상을 입혔다. 인접한 CNN 뉴스룸은 첫 번째 총성이 들린 직후 대피했다. 맨은 터너 보안관의 총에 맞았고 리들스와 맨은 치료를 위해 인근 병원으로 이송되었다. 수수께끼는 나중에 부상으로 사망했다. 부검 결과 리들스는 맨이 쏜 총에 3발을 맞았다. 총격의 동기는 알려지지 않았다.

2008년 3월 14일, EF-2 토네이도가 애틀랜타 시내를 통과하여 CNN 센터를 손상시키고 위층에 물과 먼지를 남겼다. 아트리움의 천장도 파손되어 물이 쏟아져 푸드코트가 부분적으로 침수되었다. CNN의 도서관이 파손됐지만 얼마나 많은 기록물이 훼손됐는지는 알려지지 않았다. 수많은 부상과 광범위한 피해가 전반적으로 보고되었다. CNN 센터에 부속된 옴니 호텔은 예방 조치로 대피했으며, 2주 동안 400개 이상의 객실을 비워야만 했다.

### 2010년대
2014년 6월 13일, 차량이 CNN 센터를 들이받아 경미한 구조적 손상을 입혔다. 승용차 운전자는 졸음운전을 했다고 주장했으며 음주 운전과 마리화나 소지 혐의로 기소됐다.

#### Omni Hotel의 숙박 취소
2016년 터너의 최고재무책임자(CFO) 파스칼 데스로치는 애틀랜타 테크우드 캠퍼스 재개발을 위해 센터 옴니호텔 지분 50%를 매각하겠다고 밝혔다. 이곳은 다른 터너 방송사의 본거지이다.

### 2020년대
2020년 5월 29일, 미네소타주 미네아폴리스에서 발생한 조지 플로이드 살인사건에 대한 대응으로 CNN 센터는 폭동의 현장이 되었다. 시위대는 건물 전면의 CNN 로고를 낙서하고 건물 입구 유리 커튼월 및 APD 차량에 재산 피해를 입혔다.

## 특징

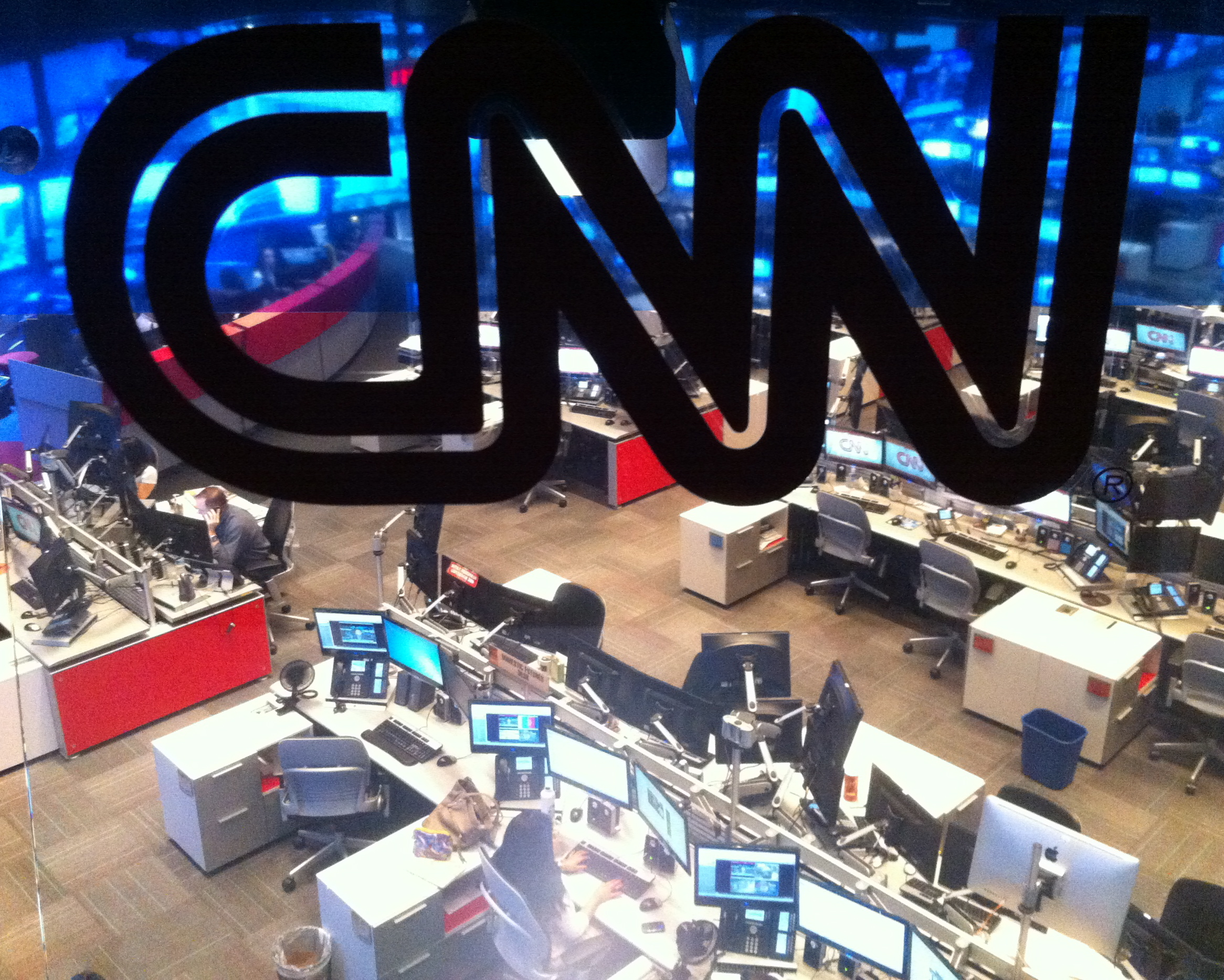
CNN 뉴스룸

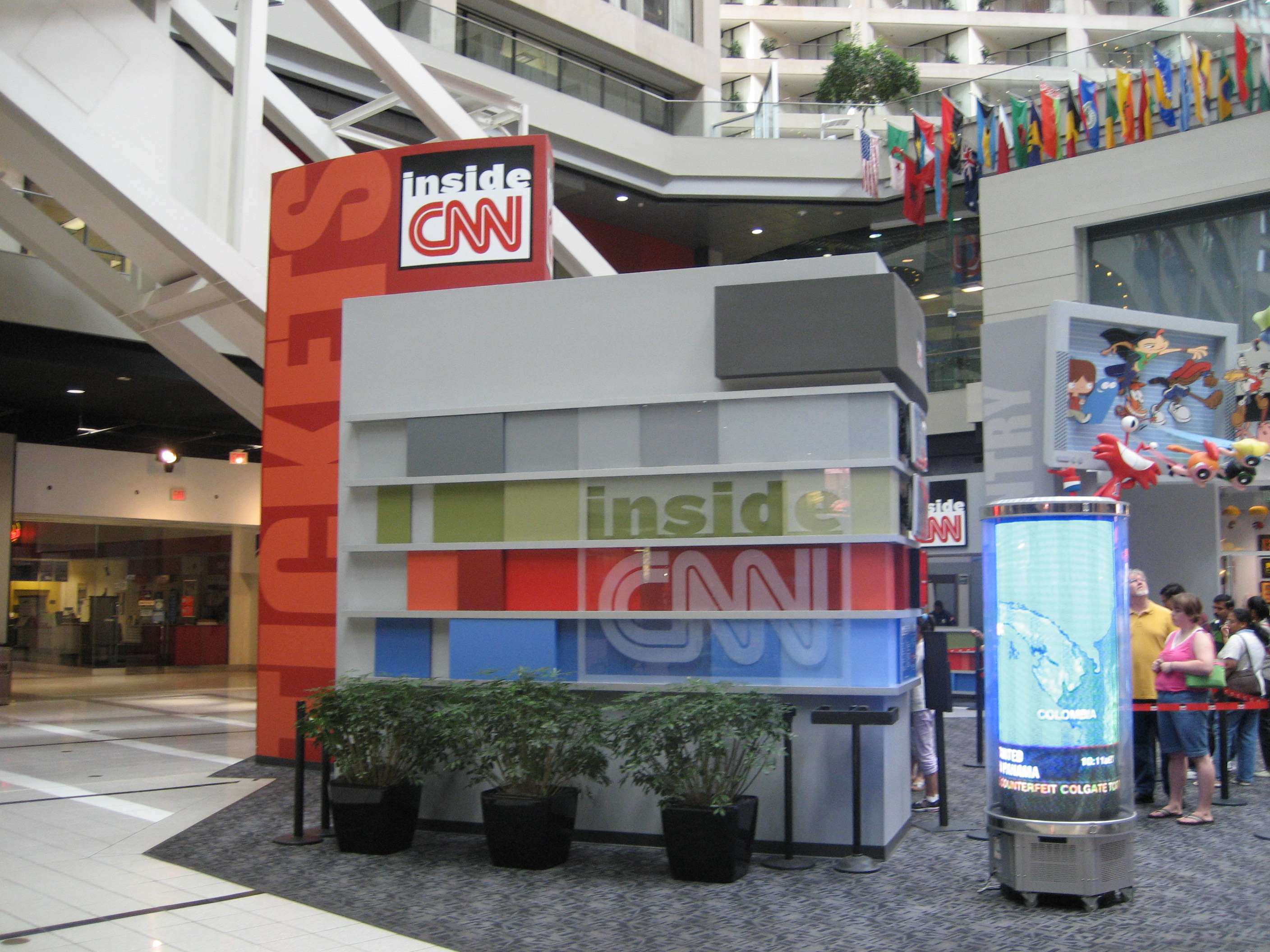
CNN 스튜디오 투어 체크인 내부

CNN 센터에는 옴니 호텔도 있으며, 지역 비즈니스 직원, 관광객, 스테이트 팜 아레나 및 메르세데스-벤츠 스타디움 행사 참석자, 조지아 세계 콩그레스 센터의 회의 참석자들이 자주 찾는 대형 아트리움 푸드 코트도 있다.
CNN의 다채널 출력은 센터 주변의 대형 스크린을 통해 방송된다. 스튜디오 투어는 크로마 키와 텔레프롬프터와 같은 기술 시연과 CNN 인터내셔널, HLN, CNN 10 및 CNN 엔 에스파뇰의 뉴스룸과 앵커를 내려다보는 갤러리 관람을 포함한다.
CNN 투어에서 방문객들을 수송하기 위해 사용된 아트리움 에스컬레이터는 기네스북에 "세계에서 가장 긴 에스컬레이터"로 등재되었다. 한때 건물을 차지했던 테마파크를 위해 지어진 이 에스컬레이터는 건물 구조의 일부이기 때문에 철거가 불가능하다.
MARTA 철도 서비스는 돔/GWCC/필립스 아레나/CNN 센터 역에 있는 CNN 센터로 제공된다. 레드 라인과 골드 라인은 피치트리 센터 역까지 걸어서 10분 15분 거리에 있다.